# Château de Saint-Martin-de-Seignanx
Pour les articles homonymes, voir Château de Saint-Martin.
Le château de Saint-Martin se situe sur la commune de Saint-Martin-de-Seignanx, dans le département français des Landes.

## Histoire
De grands travaux semblent avoir été entrepris en 1640 par le propriétaire de l’époque Bertrand de Saint-martin et son épouse Marie de Lucmayour. Les monogrammes du couple se retrouvent d’ailleurs sur certains plafonds et sur la coupole de l'escalier principal (« B.d.S.M » pour Bertrand de Saint-martin et « M.d.L » pour Marie de Lucmayour). La fille du couple se maria avec Jean-Baptiste-Alexandre de Oro. Sans descendance, le château revint à leurs morts, à la famille De Oro apparentée à Jean-Charles de Borda. Le domaine resta finalement peu de temps aux mains des De Oro car il fut vendu le 5 novembre 1772 à la famille des Juliac-Pujole ; le propriétaire du château, lorsque la Révolution française éclata était donc Marie-Joseph de Juliac.
Le domaine et tous les biens qu’il incluait fut confisqué au cours de la période révolutionnaire ; transmis ensuite à un marchand de biens, il fut acquis en 1804 par Arnaud Daguerre, un bourgeois bayonnais. En 1875, sa fille épousa Louis-Jean-Gabriel Personnaz, le château entra donc dans les possessions de la famille Personnaz.

## Protection
Le château fait l'objet d'une inscription aux monuments historiques depuis le 5 octobre 1994.